# Toulouse Business School
Toulouse Business School er en europæisk handelshøjskole med campusser i Paris, London, Barcelona, Casablanca og Toulouse.. Skolen blev grundlagt i 1903. TBS har fået en 100. plads på verdensplan for dens Executive MBA. Skolens MS - Mastère Spécialisé - program minder om en fuldtids-MBA, men med en tværkulturel tilgang. TBS har ligeledes et ph.d.-program såvel som adskillige masterprogrammer inden for specifikke managementområder, såsom marketing, finans eller iværksætteri. 
TBS' programmer har de tre internationale akkrediteringer AMBA, EQUIS og AACSB. Skolen har over 30.000 alumner inden for handel og politik.
Skolen er kendt for sine uddannelsestilbud inden for luftfarten (i partnerskab med École nationale de l'aviation civile).